# Meßberg (métro de Hambourg)
Messberg (en allemand : U-Bahnhof Meßberg) est une station de la ligne U1 du métro de Hambourg. Elle se situe dans le quartier de la vieille ville, dans l'arrondissement de Mitte.

## Situation sur le réseau

Plans des lignes
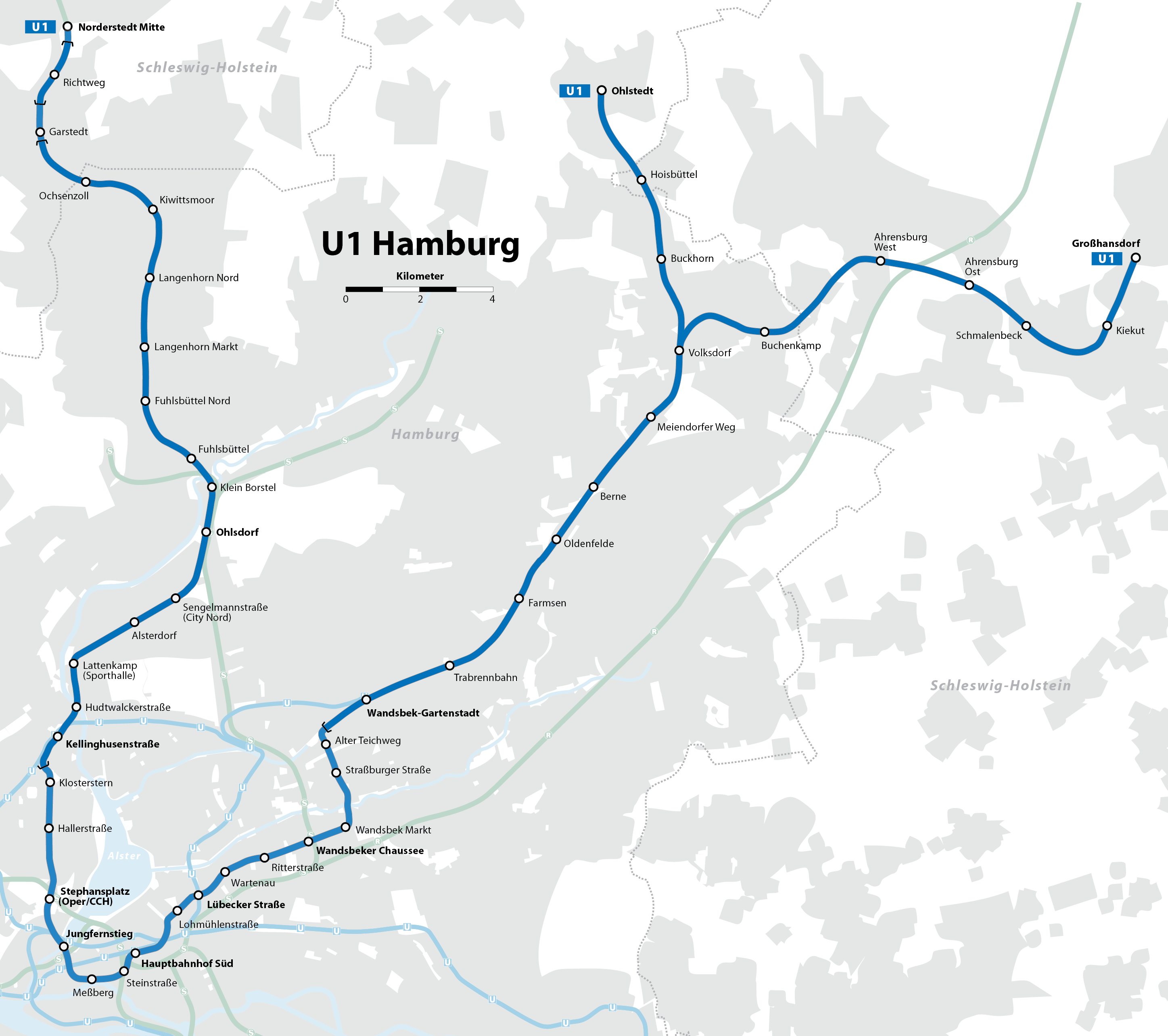
Ligne U1.

## Services aux voyageurs

### Accès et accueil
À partir de 2023, des travaux sont entrepris pour rendre la station accessible aux personnes à mobilité réduite en 2025.

### Intermodalité
La station est en correspondance avec la ligne de bus express X3.